# Pas de quartier pour le latin !
Pas de quartier pour le latin ! est le premier tome de la série de bande dessinée Idéfix et les Irréductibles de Matthieu Choquet, Yves Coulon et Jérôme Erbin (scénario) et de Philippe Fenech et Jean Bastide (dessin), publié le 16 juin 2021.
Le titre est un calembour en lien avec le Quartier latin à Paris.

## Résumé
Nous sommes en 52 avant Jésus-Christ. Tout Lutèce est occupée par les romains... Tout ? Non ! Une bande d'irréductibles animaux menée par Idéfix résiste encore et toujours à l'envahisseur.
Après la défaite du chef gaulois Camulogène face au général Labienus, Idéfix organise la résistance avec les irréductibles, une bande d'animaux plus attachants et drôles les uns que les autres pour défendre la cité gauloise face à l'occupant romain.
Dans ce préquel des aventures d'Astérix (nous sommes deux ans avant la rencontre d'Idéfix avec Astérix et Obélix à Lutèce dans l'album Le Tour de Gaule d'Astérix), le petit chien évolue dans un univers inédit qui respecte tous les codes qui ont fait le succès d'Astérix. Idéfix vient en aide à ceux qui subissent les conséquences de l'occupation romaine, aidé par Turbine, Baratine et Padgachix...

## Autour de l'album
Les Aventures d'Idéfix et les Irréductibles sont basées sur les personnages des Aventures d’Astérix le Gaulois, créées par René Goscinny et Albert Uderzo.
Ce premier album contient trois histoires : La ballade de Chevrotine, Fluctuat n-hic ! Mergitur ! et Labienus, tu m'auras pas !
L'album est adapté des épisodes de la série télévisée.